# Victor Hugo de Azevedo Coutinho
Victor Hugo de Azevedo Coutinho (Macao, 12 novembre 1871 – Lisbona, 25 giugno 1955) è stato un politico portoghese.
Fu primo ministro del Portogallo dal 12 dicembre 1914 al 25 gennaio 1915.

## Biografia
Azevedo si laureò all'Università di Coimbra, nella quale fu professore. Divenne membro del Partito Democratico Portoghese e fu Presidente del Consiglio dei Ministri nel 7º governo della Prima Repubblica Portoghese. Il suo breve governo fu formato da politici di secondo piano, per questo fu spregiativamente chiamato "Os miseráveis de Victor Hugo" ("I miserabili di Victor Hugo") dal romanzo I miserabili del francese Victor Hugo.